# Mousseaux-sur-Seine
Mousseaux-sur-Seine település Franciaországban, Yvelines megyében. Lakosainak száma 680 fő (2022. január 1.). Mousseaux-sur-Seine Freneuse, Méricourt, Moisson és Saint-Martin-la-Garenne községekkel határos.

## Népesség
A település népességének változása:
| Lakosok száma | 658  | 683  | 701  | 682  | 680  | 679  | 677  | 684  | 680  |
|               | 2013 | 2015 | 2016 | 2017 | 2018 | 2019 | 2020 | 2021 | 2022 |